# Peel (Western Australia)
Koordinaten: 32° 33′ S, 115° 49′ O
Peel ist eine von neun Regionen in Western Australia. Die Peel-Region liegt an der Westküste von Western Australia am Indischen Ozean und sie erstreckt sich über 5.648 km² mit einer Bevölkerung von etwa 110.000 Menschen, wovon etwa zwei Drittel in der Stadt Mandurah leben.
Benannt wurde die Region nach Thomas Peel, einem Briten, der 1829 mit einem Investitionsprojekt zur Besiedelung in der Region scheiterte.

## Politik
Verwaltet wird die Peel-Region durch die Local Government Areas: City of Mandurah, Shire of Boddington, Shire of Murray, Shire of Serpentine-Jarrahdale und Shire of Waroona.

## Geschichte
Vor der europäischen Kolonisation lebten in dieser Region die Aborigines der Pindjarup vom Aborigines-Stamm der Noongar. Das Gebiet sollte als Teil der Swan River Colony im Jahr 1829 unter Federführung von Thomas Peel besiedelt werden. Dieses private Entwicklungs- und Investitionskonzept einer britischen Kolonie ging ohne staatliche Hilfe nicht auf, wurde schlecht geführt und scheiterte. Ein Teil der ersten Siedler verließ die Region und siedelte auf fruchtbareren Gebieten im Inland. 
1846 begann in Mundijong der erste Bergbau in Western Australia mit dem Abbau von Blei, Silber und Zink. 1872 wurde eine Sägemühle bei Jarrahdale in Betrieb genommen und anschließend eine Eisenbahnlinie von Perth über Mundijong, Waroona und Dwellingup gebaut. Boddington wurde 1912 zum Getreideanbau und zur Schafzucht gegründet. 1913 wurde dort ein Ziegelwerk aufgebaut. In den 1970er und 1980er Jahren expandierte die Region wirtschaftlich, weil die Menschen aus der nahen Großstadt Perth in der Nähe der Küste ländlich wohnen wollten.

## Umwelt
Das Flusssystem der Peel-Region besteht aus 23 Flüssen und Bächen. Die wichtigsten drei Flüsse sind der Murray River, Serpentine River und der Harvey River, die in das Peel-Harvey Catchment einmünden. Das Klima der Region wird durch die Landschaft mit großen Gewässern beeinflusst. Die Feuchtgebiete der Region, das Peel Inlet und Harvey Estuary (Ästuare), bildeten eine vielfältige Flora und Fauna aus, die zur Besiedlung, Erholung und zu wirtschaftlichen Aktivitäten führte.

## Wirtschaft
Die Peel-Region wird wirtschaftlich durch den Abbau von Bauxit durch die BHP Billiton dominiert. Im produzierenden Sektor gibt es ein Werk zur Herstellung von Aluminium bei Pinjarra und Wagerup sowie eine Goldmine bei Boddington. Bedeutend ist auch der Abbau von Mineralsand. Einen wichtigen wirtschaftlichen Sektor bildet die Landwirtschaft, Forstwirtschaft und der Fischfang. Weitere Beschäftigung findet im Bauwesen und im Bankensektor Mandurahs mit 4.200 Arbeitnehmern statt.
Die Entwicklung des Tourismus wird durch die Nähe von Perth befördert, der Hauptstadt von Western Australia. Erholungssuchende wandern im Serpentine- und Yalgorup-Nationalpark und im 55.000 Hektar großen Lane-Poole Reserve bei Dwellingup. Auch die Landschaft am Murray River befördert den Tourismus.